# Municipio de Novesta
El municipio de Novesta (en inglés: Novesta Township) es un municipio ubicado en el condado de Tuscola en el estado estadounidense de Míchigan. En el año 2010 tenía una población de 1491 habitantes y una densidad poblacional de 16,04 personas por km².

## Geografía
El municipio de Novesta se encuentra ubicado en las coordenadas 43°32′37″N 83°10′17″O / 43.54361, -83.17139. Según la Oficina del Censo de los Estados Unidos, el municipio tiene una superficie total de 92.93 km², de la cual 91,38 km² corresponden a tierra firme y (1,67 %) 1,55 km² es agua.

## Demografía
Según el censo de 2010, había 1491 personas residiendo en el municipio de Novesta. La densidad de población era de 16,04 hab./km². De los 1491 habitantes, el municipio de Novesta estaba compuesto por el 97,85 % blancos, el 0,4 % eran amerindios, el 0,54 % eran de otras razas y el 1,21 % eran de una mezcla de razas. Del total de la población el 1,74 % eran hispanos o latinos de cualquier raza.